# Église Saint-Pierre-Saint-Paul de Montfermeil
L'église Saint-Pierre-Saint-Paul de Montfermeil dans le département de la Seine-Saint-Denis en région Île-de-France est une église dépendant du diocèse de Saint-Denis affectée au  culte catholique.
Elle est l'église principale de la ville de Montfermeil, les deux autres lieux de culte catholique de la commune sont la paroisse de Notre-Dame-de-Lourdes et la chapelle Jésus-Adolescent. Elle fait partie du diocèse de Saint-Denis.

## Localisation
La ville de Montfermeil est située sur un plateau dominant au sud la vallée de la Marne et les Villes de Chelles et Gagny et dominant au nord une autre vallée où fut creusé le canal de l'Ourcq et où se trouve la ville de Livry-Gargan.
Elle s'est construite dans une clairière de la forêt de Bondy le long du chemin reliant Saint-Denis à Meaux par Lagny. La proximité de l'importante station préhistorique de Chelles fait supposer que ce territoire fut habité depuis la plus haute Antiquité, comme le confirme la découverte de nombreux outils de silex taillés.

## Historique

### Les Origines
Une petite communauté monastique vient s'installer sur le territoire de Montfermeil à la fin du XIIe siècle et prend l'appellation d'ermitage du Val Adam.
Construite sur un emplacement où des fouilles effectuées en 1974 ont révélé des sépultures probablement mérovingiennes et des éléments gallo-romains, le bâtiment initial dédié à saint Pierre et à saint Paul depuis 1546 a été édifié aux XIIIe et XIVe siècles.
Nous pouvons avoir une idée de cette église grâce au plan établi en 1817 par l'architecte Jacques Molinos.

### La Période de la révolution
Déjà fortement endommagée avant la Révolution française, elle se détériora encore plus pendant la période révolutionnaire. Elle ne fut pas profanée comme les églises du voisinage, mais elle fut fermée. Malgré les protestations des habitants de Montfermeil, elle fut vendue le 29 juillet 1799 à un commissaire du pouvoir exécutif, Monsieur Ledoyen, homme extrêmement sectaire qui voulait la démolir entièrement de manière à supprimer l'influence de l'Église catholique. De fait, il ne put arriver à ses fins, il démolit une grande partie du bas-côté, vendit à son profit les tuiles de la nef et du chœur, les ardoises du clocher et les plombs, mais il ne put terminer le massacre s'étant trouvé dans l'incapacité de rassembler les fonds nécessaires pour la payer. L'église fut alors restituée aux habitants de Montfermeil en 1802. Elle se trouvait dans un triste état, il y pleuvait, des bois de charpente et des tuiles encombraient la nef, une cloche était posée sur des madriers.
En 1810, Madame Hocquart, marquise de Montfermeil, proposa de restaurer l'église dans son état primitif, mais le Conseil Municipal déclina cette proposition.

### La Reconstruction
De 1817 à 1820, la commune aidée d'une subvention de la préfecture, sous la direction de l'architecte Jacques Molinos, s'employa à réhabiliter l'église (le clocher, le chœur et la nef) mais le bas-côté trop dégradé ne put être reconstruit.
On remonta le sol d'1,50 m, on engloba l'architecture du XIIIe siècle dans une architecture de plâtre, la voûte ogivale fut remplacée par une voûte factice en plâtre, le porche fut détruit et remplacé par une porte de style classique surmontée d'une corniche et d'un fronton.
Il fallut attendre 1929 et l'architecte des monuments historiques Jules Formigé pour qu'une véritable restauration soit entreprise. Des fouilles furent réalisées, et l'on retrouva les anciens piliers. On décapa les chapiteaux de leur revêtement de plâtre ainsi que les deux travées de l'ancien bas-côté, mais il n'y eut pas les subventions nécessaires pour la restauration complète du chœur. Plus tard, le maître-autel du XVIIIe siècle peint et doré est transporté dans la chapelle de la Vierge et la table de communion placée à la tribune.

### Depuis leXXesiècle
En 1986, des travaux ont été entrepris par la municipalité pour transformer le chauffage de l'église; il y eut peu de découvertes sinon la confirmation de la présence en profondeur d'un pilier nord ce qui laisse supposer que le chœur comportait une deuxième série de piliers. Par ailleurs, sensiblement à cette époque, l'installation électrique a été entièrement refaite et remise en conformité et l'église dans son ensemble a été repeinte par la municipalité, propriétaire de l'édifice depuis la séparation de l'Église et de l'État.

## Description[4]
- Le clocher

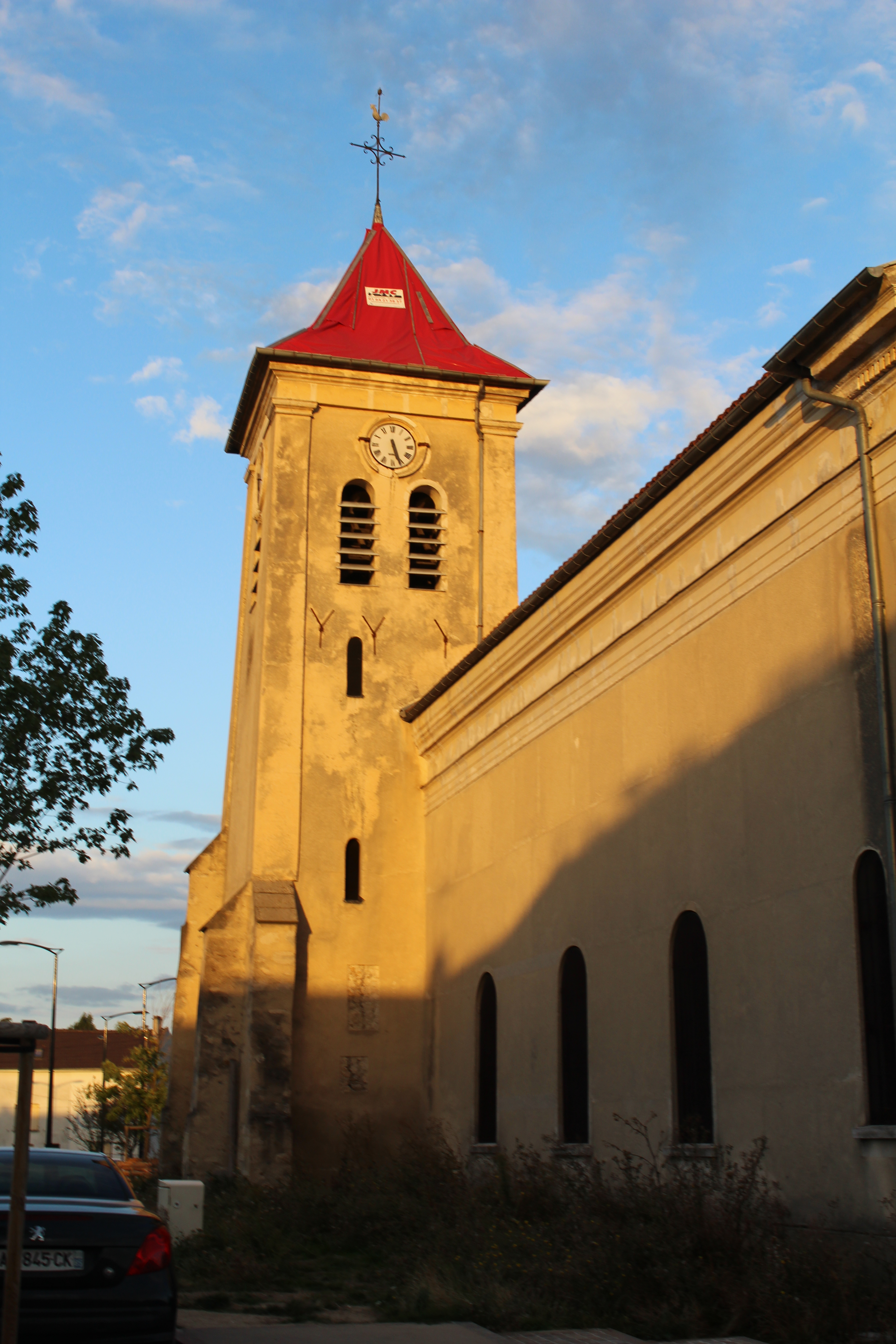
Vue du clocher

Il s'élève sur le flanc nord, il est coiffé d'un chapeau d'ardoise en pointe. Il date du XIIIe - XIVe siècle et a été restauré en 1820 par l'architecte Jacques Molinos.
- La façade

La façade et la porte d'entrée sont de style néoclassique. La façade en pierre de taille a été érigée lors de la réfection de la nef, elle est surmontée d'une corniche et d'un fronton triangulaire. Un vitrail moderne beaucoup plus récent y a été implanté, il se marie bien avec l'ensemble.
- Les chapiteaux

Les chapiteaux sculptés datent du XIIIe siècle. Ils sont du plus pur style gothique de l'Île-de-France, avec crochets et feuilles d'acanthe. Après avoir été cachés pendant une centaine d'années sous un revêtement de plâtre, ils ont été remis en valeur ainsi que la voûte.
- Le calvaire de Rude

François Rude reçut en 1848 la commande d'un calvaire de bronze pour l'église Saint-Vincent-de-Paul de Paris. Il fit tout d'abord un modèle en plâtre et c'est celui-ci qui fut donné à l'abbé Haupais alors curé de Montfermeil et ami du sculpteur. Il est classé à l'inventaire des monuments historiques.
Ce calvaire montre le Christ en croix entouré de la Vierge et du disciple saint Jean. Il y a lieu de remarquer la tête et le torse du Christ. Juste après la mort, il est délivré des contractions de l'agonie. Ses traits émaciés, son nez fin et la profondeur de ses yeux expriment une douceur infinie.
- Le confessionnal

Le confessionnal est en bois sculpté et date du XVIIIe siècle.
Les fonts baptismaux en marbre noir sont du XVIIe siècle. Ils ont été offerts par la famille Nicolai qui était alors propriétaire du grand château de Montfermeil. Les sculptures représentent les armes de la famille, une cigogne, trois griffes d'oiseau et un casque lambrequiné.
- La plaque de sépulture de la Famille Hocquart

Cette plaque en marbre noir rappelle le souvenir de Jean Hyacinthe II Hocquart, seigneur de Montfermeil, décédé à Paris le 3 mai 1764 à l'âge de 79 ans. Elle recouvrait l'urne contenant le cœur de Monsieur Hocquart. Les armes de cette famille ont été adoptées par la ville de Montfermeil.
De nombreuses sépultures ont existé dans cette église, mais le relèvement du niveau du sol les a fait disparaître et les pierres tombales servirent à daller le chœur de la reconstruction de l 'église en 1820.
- Les cloches

Les cloches de Montfermeil ont subi bien des malheurs.

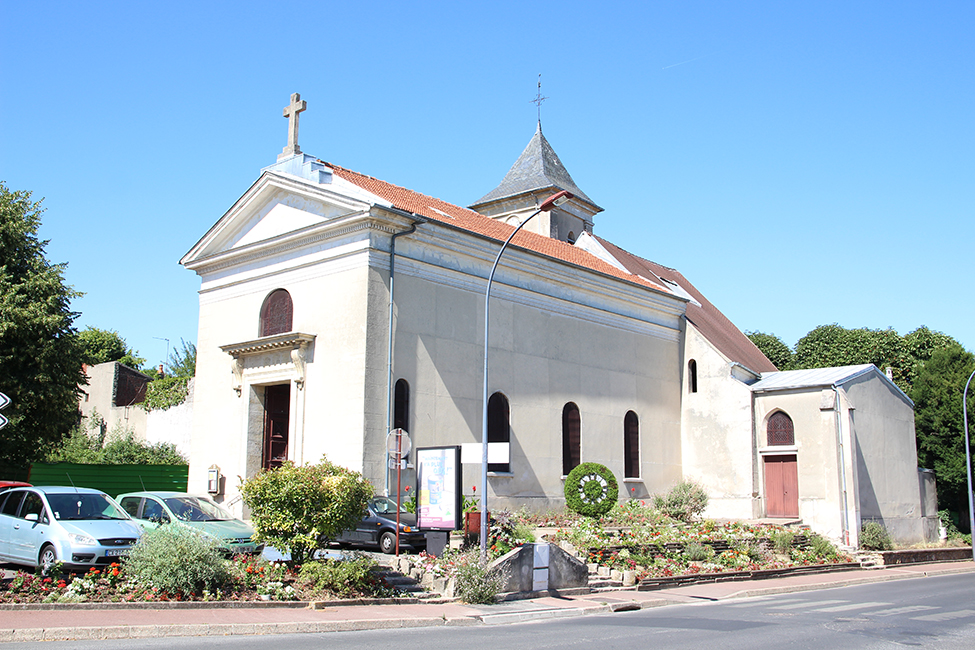
Vue de côté

En 1690, il y avait trois cloches dont les noms étaient Anne, Marie et Hortense. En 1787, le marquis Jean Hyacinthe Louis Hocquart en installe une quatrième. En 1793, trois des cloches sont réquisitionnées pour fabriquer des canons. La quatrième est convoitée par le commissaire Ledoyen qui aurait voulu la vendre à son profit, mais la protestation des habitants permet de la conserver bien qu'elle soit descendue et entreposée dans la nef. Elle y reste jusqu'en 1927 où elle est remontée dans le clocher avec une autre plus puissante. À ce moment-là est également installée une horloge.
En 1864, le maire Charles Hardy décide de remplacer les deux cloches existantes par une plus grosse en réutilisant le bronze des deux premières. Celle-ci en fa dièse fut nommée Marie Caroline Geneviève et porte les armes impériales.
Soixante-dix ans plus tard, en 1934, l'abbé Baudet organisa une souscription publique pour trois nouvelles cloches.
Augustin Dominique (sol dièse), Paul Marie Jeanne d'Arc, (la dièse) et Magdeleine (do dièse).
En 1951, cloches et pendules sont électrifiées par la société Mamias, constructeur d'angélus électro-automatiques.
En 1996, après un orage qui avait détruit le système électronique, la municipalité a fait installer par cette même société un système totalement automatique dont le réglage et la remise à l'heure se font par satellite.
- Les vitraux

Les vitraux du XIXe siècle ont été donnés par différents habitants de Montfermeil, notamment des maires de la ville, Jean-Baptiste Charles Hardy et Jules Charles Pierre Desnos.
Un vitrail moderne a été installé dans le fronton de l'église au moment de la réfection intérieure.
- La statue de saint Vincent

Saint Vincent était un diacre de Saragosse en Espagne, c'est pourquoi il est revêtu de la dalmatique. Il mourut des suites de la torture à Valence en l'année 304. Il a dans la main une grappe de raisins; il est considéré comme patron des vignerons. L'importance de la culture de la vigne à Montfermeil explique sa présence. Cette statue en bois du XVIIIe siècle a été exposée à deux reprises à Saint-Denis en 1973 et au Raincy en 1974.

## Objets remarquables
Le bâtiment contient des verrières du XIXe siècle répertoriées à l'inventaire général du patrimoine culturel et quinze objets répertoriés à l'inventaire des monuments historiques :
- trois « classés » : l'autel[5], les fonts baptismaux en marbre noir du XVIIe siècle[6] et le calvaire de Rude, réalisé en 1852 pour l'église parisienne de Saint-Vincent de Paul[7] ;
- et douze « inscrits » : la statue de saint Vincent[8], la statue de la Vierge du Calvaire[9], le confessionnal daté du XVIIIe siècle[10], une dalle commémorative recouvrant l'urne contenant le cœur de Jean Hyacinthe II Hocquart seigneur de Montfermeil, mort en 1764[11] et un ensemble de huit pièces d’orfèvrerie[12].